# Frequenzkennlinienverfahren

Das Bode-Diagramm bestehend aus dem Amplituden- und Frequenzgang für ein PT2-Glied (; ;) bildet die Grundlage für das Frequenzkennlinienverfahren.

Das Frequenzkennlinienverfahren (auch Frequenzgangverfahren genannt) beschreibt in der Regelungstechnik ein Werkzeug für den Reglerentwurf. Durch die Synthese der zugrundeliegenden Frequenzkennlinie über einen Regler können Anforderungen an den geschlossenen Regelkreis realisiert und somit Optimierungsziele verfolgt werden. Als Grundlage für das Frequenzkennlinienverfahren dient das Bode-Diagramm, welches auch als Frequenzkennliniendiagramm bezeichnet wird.
Der Sinn dieses Reglerentwurfs ist es, den Frequenzgang durch Hinzufügen von Übertragungsgliedern recht unkompliziert beeinflussen und die Änderung des Frequenzgangs in jedem Zwischenschritt visuell kontrollieren zu können. Damit ist das Verfahren ein visuell-geometrisches Werkzeug zur Bestimmung der Reglerparameter im Frequenzbereich.
Gleichzeitig stellt es eine Alternative zu weiteren, in der Praxis üblichen, Reglersynthesemethoden wie dem Betragsoptimum und dem Wurzelortskurvenverfahren dar.

## Motivation

Der Zeiger zeigt von der kritischen Stelle (Pol oder Nullstelle) auf den aktuellen Wert der Kreisfrequenz an der imaginären Achse. Ein blauer Pfeil charakterisiert dabei die positiven Kreisfrequenzen.

Eine allgemeine Übertragungsfunktion in Polarform eines dynamischen Systems kann wie folgt dargestellt werden:
{\displaystyle G(s)=\left\vert G(s)\right\vert e^{j\angle G(s)}}
mit
{\displaystyle \left\vert G(s)\right\vert ={\left\vert V\right\vert  \over \left\vert s^{q}\right\vert }{\prod _{j=1}^{m}\left\vert s-n_{j}\right\vert  \over \prod _{k=1}^{n}\left\vert s-\lambda _{k}\right\vert }}
und
{\displaystyle \angle G(s)=\angle V-q\angle (s)+\sum _{j=1}^{m}\angle (s-n_{j})-\sum _{k=1}^{n}\angle (s-\lambda _{k})}
sowie
{\displaystyle q\in \{0,1,2\}}, {\displaystyle m\leq n+q} und {\displaystyle a_{n},b_{m}\neq 0}.
Die kritischen Stellen (Pole bzw. Nullstellen) der Übertragungsfunktion sind gedanklich über einen Zeiger mit der Kreisfrequenz {\displaystyle \omega } (welcher über den blauen Kasten symbolisiert wird) auf der {\displaystyle j\omega }-Achse zu verbinden. Der Winkel {\displaystyle \alpha } charakterisiert dabei den Winkel eines Zeigers zur realen Achse (Abszisse). Es sollen nur die Frequenzen {\displaystyle \omega \geq 0}, also der blaue Zeiger bei der einfach reell kritischen Stelle betrachtet werden. Nun wird die Frequenz, beginnend von {\displaystyle \omega =0} bis {\displaystyle \omega \to \infty } erhöht, sodass sich der Zeigerpfeil entlang dem aktuellen Wert von {\displaystyle \omega }, ähnlich zu einem Fahrstuhl, nach oben in Richtung {\displaystyle +j\omega } bewegt. Der Zeiger nimmt für {\displaystyle \omega \to \infty } einen Winkel von 90° und eine unendlich große Länge an. Die Überlegungen lassen sich analog auch auf negative Kreisfrequenzen übertragen.

### Pole
Ein Pol der Übertragungsfunktion kann isoliert als {\displaystyle N_{i}(j\omega )={1 \over {j\omega -\lambda _{i}}}} betrachtet werden, wobei sein Betrag als {\displaystyle \left\vert N_{i}(j\omega )\right\vert ={1 \over {\sqrt {\omega ^{2}+\lambda _{i}^{2}}}}} dargestellt werden kann.
Wie in der Funktion erkennbar, verringert sich der Betrag mit zunehmender Frequenz (und somit Zeigerlänge), unabhängig davon, ob der Pol links (rote Markierung) oder rechts (grüne Markierung) der imaginären Achse liegt.
Der Betrag des Pols kann in Dezibel wie folgt dargestellt werden:{\displaystyle {\begin{aligned}\left\vert N_{i}(j\omega )\right\vert _{\text{dB}}&=20\log _{10}\left({1 \over {\sqrt {\omega ^{2}+\lambda _{i}^{2}}}}\right)\\&=-20\log _{10}(\omega )-10\log _{10}\left(1+{\lambda _{i}^{2} \over \omega ^{2}}\right)\\&\approx {\begin{cases}-20\log _{10}(\omega ),&{\text{für }}\omega \gg \left\vert \lambda _{i}\right\vert \\-20\log _{10}(\omega )-20\log _{10}\left({\left\vert \lambda _{i}\right\vert  \over \omega }\right)=-20\log _{10}(\left\vert \lambda _{i}\right\vert ),&{\text{für }}\omega \ll \left\vert \lambda _{i}\right\vert \end{cases}}\\\end{aligned}}}.
Für kleine Frequenzen ist der Betrag (in Dezibel) für einen Pol nahezu konstant und sinkt dann für Frequenzen {\displaystyle \omega >\left\vert \lambda _{i}\right\vert } mit 20 dB/Dekade.
Der Winkel für Pole mit negativem bzw. positiven Realteil ist {\displaystyle \angle N_{i}(j\omega )={\begin{cases}\arctan \left({\omega  \over \lambda _{i}}\right),&{\text{für }}\omega \geq 0,\lambda _{i}<0\\\arctan \left({\omega  \over \lambda _{i}}\right)-\pi ,&{\text{für }}\omega \geq 0,\lambda _{i}>0\end{cases}}}.
Der Zeiger für den Pol mit negativem Realteil startet im Winkel {\displaystyle \alpha =0^{\circ }} für {\displaystyle \omega =0} und läuft bis {\displaystyle \alpha =90^{\circ }} für {\displaystyle \omega \to \infty } (in das Argument von G(s) geht der Zeigerwinkel jedoch negativ ein, daher ist die Phase {\displaystyle \varphi =-90^{\circ }} für {\displaystyle \omega \to \infty }). Die Phase des Systems verringert sich für einen Pol mit negativem Realteil, also mit zunehmender Frequenz. Ein Pol rechts der imaginären Achse hingegen verändert den Zeigerwinkel asymptotisch um −90° für {\displaystyle \omega \to \infty }, da er sich im Uhrzeigersinn dreht (die Phase erhöht sich wegen des negativen Vorzeichens im Argument von G(s) jedoch kontinuierlich auf 90°, alternativ steigt die arctan-Funktion vom Pol um 90° von −180° auf −90° für {\displaystyle 0\leq \omega \leq \infty }). Ein Pol im Ursprung ändert für alle Frequenzen {\displaystyle \omega >0} die Phase konstant um −90°: {\displaystyle \angle N_{i}(j\omega )=-{\pi  \over 2}} für {\displaystyle \omega >0,\lambda _{i}=0}.

### Nullstellen
Eine Nullstelle der Übertragungsfunktion hingegen kann isoliert als {\displaystyle Z_{i}(j\omega )=j\omega -n_{i}} betrachtet werden.
Dann ist ihr Betrag:
{\displaystyle \left\vert Z_{i}(j\omega )\right\vert ={\sqrt {\omega ^{2}+n_{i}^{2}}}}.
Mit zunehmender Frequenz {\displaystyle \omega } verlängert sich der Zeiger und damit auch der Betrag von G(s) (alternativ: der Betrag von {\displaystyle Z_{i}(j\omega )}), da die Nullstelle im Zähler von G(s) steht. Dies ist unabhängig, ob sich die Nullstelle links (rote Markierung) oder rechts (grüne Markierung) der imaginären Achse befindet.
Der Betrag der Nullstelle in Dezibel ist:
{\displaystyle {\begin{aligned}\left\vert Z_{i}(j\omega )\right\vert _{\text{dB}}&=20\log _{10}\left({\sqrt {\omega ^{2}+n_{i}^{2}}}\right)\\&=20\log _{10}(\omega )+10\log _{10}\left(1+{n_{i}^{2} \over \omega ^{2}}\right)\\&\approx {\begin{cases}20\log _{10}(\omega ),&{\text{für }}\omega \gg \left\vert n_{i}\right\vert \\20\log _{10}(\omega )+20\log _{10}\left({\left\vert n_{i}\right\vert  \over \omega }\right)=20\log _{10}(\left\vert n_{i}\right\vert ),&{\text{für }}\omega \ll \left\vert n_{i}\right\vert \end{cases}}\\\end{aligned}}}.
Für kleine Frequenzen ist der Betrag für einen Nullstelle nahezu konstant (in Dezibel) und steigt dann für Frequenzen {\displaystyle \omega >\left\vert n_{i}\right\vert } mit 20 dB/Dekade.
Der Winkel beträgt:
{\displaystyle \angle Z_{i}(j\omega )={\begin{cases}\arctan \left({\omega  \over -n_{i}}\right),&{\text{für }}\omega \geq 0,n_{i}<0\\\arctan \left({\omega  \over -n_{i}}\right)+\pi ,&{\text{für }}\omega \geq 0,n_{i}>0\\{\pi  \over 2},&{\text{für }}\omega >0,n_{i}=0\end{cases}}}.
Die Nullstelle links der imaginären Achse startet mit dem Winkel {\displaystyle \alpha =0^{\circ }} für {\displaystyle \omega =0} und läuft bis {\displaystyle \alpha =90^{\circ }} für {\displaystyle \omega \to \infty } (die Phase nimmt für steigende {\displaystyle \omega } zu und ist somit {\displaystyle \varphi =90^{\circ }} für {\displaystyle \omega =\infty }). Bei einer Nullstelle rechts der imaginären Achse ist es jedoch umgekehrt. Hier verändert sich der Winkel von {\displaystyle \alpha =180^{\circ }} für {\displaystyle \omega =0} auf {\displaystyle \alpha =90^{\circ }} für {\displaystyle \omega \to \infty }, der Winkel fällt also um 90°, sodass auch die Phase von G(s) um 90° asymptotisch abfällt. Diese Verhalten kann man auch anhand der Argumentfunktion {\displaystyle \angle Z_{i}(j\omega )} nachvollziehen.

### Konjugiert komplexe Stellen
Die Winkel zweier konjugiert komplexen kritischen Stellen werden addiert. Bei konjugiert komplexen Nullstellen oder Polen links der imaginären Achse ergibt die Summe der Winkel bei {\displaystyle \omega =0} daher 0° (beide blaue Pfeile). Für {\displaystyle \omega \to \infty } ist die Winkelsumme für kritische Stellen links der imaginären Achse 180°, da sich beide Zeiger asymptotisch 90° annähern.
Zusammenfassend kann für die Auswirkung einer kritischen Stelle in der Übertragungsfunktion folgendes Schema festgehalten werden:
|                                     | links und auf der {\displaystyle j\omega }-Achse | links und auf der {\displaystyle j\omega }-Achse | rechts der {\displaystyle j\omega }-Achse | rechts der {\displaystyle j\omega }-Achse |
| ----------------------------------- | ------------------------------------------------ | ------------------------------------------------ | ----------------------------------------- | ----------------------------------------- |
|                                     | Pole                                             | Nullstellen                                      | Pole                                      | Nullstellen                               |
| Amplitude [in dB/Dekade]            | −20                                              | +20                                              | −20                                       | +20                                       |
| Asymptotische Phasenänderung [in °] | −90                                              | +90                                              | +90                                       | −90                                       |

Pole wirken im geschlossenen Regelkreis in der Regel destabilisierend (phasensenkend) und Nullstelle stabilisierend (phasenhebend). Es ist zu empfehlen, die Ordnung des Reglers niedrig zu halten. Denn weitere Pole erschweren nicht nur die Stabilisierung der Strecke, sondern verschlechtern auch die Dynamik (s. unter Wurzelortskurvenverfahren).

## Anforderung an den geschlossenen Regelkreis

Unterschiedliche Gütekriterien und Kennzahlen an dem Frequenzgang eines PT2-Gliedes (; ;).

Meist werden unterschiedliche Gütekriterien an den, über den Regler, geschlossenen Regelkreis gestellt. Die Stabilität stellt hierbei meist eine obligatorische Anforderung dar. Darüber hinaus wird von der Sprungantwort gefordert, dass sich diese möglichst schnell und gut gedämpft dem Sollwert annähert (also ein gutes dynamisches Verhalten aufweist).
Weiterhin kann ein I-Glied vor der Störung die Forderung nach stationärer Genauigkeit erfüllen.
Es wird angenommen, dass der geschlossene Regelkreis (nur) ein dominantes konjugiert komplexes Polpaar besitzt, denn dann lässt er sich als ein PT2-Glied approximieren: {\displaystyle G(s)={K \over T^{2}s^{2}+2dTs+1}} mit {\displaystyle K,T>0} und {\displaystyle \omega _{0}={1 \over T}}.
Der Frequenzgang ergibt sich somit als: {\displaystyle G(j\omega )={K \over 1-T^{2}\omega ^{2}+j2dT\omega }}.
Sein Betrag in Dezibel ist daher: {\displaystyle \left\vert G(j\omega )\right\vert _{\text{dB}}=20\log _{10}(K)-20\log _{10}\left\vert (1-T^{2}\omega ^{2})+j2dT\omega \right\vert =K_{\text{dB}}-20\log _{10}{\sqrt {(1-T^{2}\omega ^{2})^{2}+4d^{2}T^{2}\omega ^{2}}}}.
Allgemein können dann verschiedene Kennzahlen für die Charakterisierung des dynamischen Verhaltens des Systems im Frequenzbereich betrachtet werden:
- Durchtrittsfrequenz {\displaystyle \omega _{D}}: Die Kreisfrequenz, für die gilt {\displaystyle \left\vert G(j\omega _{D})\right\vert _{\text{dB}}=0} mit {\displaystyle \omega _{D}>0}. Sie stellt ein Maß für die Schnelligkeit des Systems dar, denn je höher die Durchtrittsfrequenz ist, desto schneller reagiert der Regelkreis.

- Bandbreite {\displaystyle \omega _{b}}: Die Kreisfrequenz, an der Amplitudenbetrag des Systems unterhalb der −3dB-Linie fällt. Wie auch die Durchtrittsfrequenz stellt sie ein Maß für die Schnelligkeit des Systems dar.

- Resonanzfrequenz {\displaystyle \omega _{r}}: Die Kreisfrequenz, bei der die Amplitude der äußerlich angeregten Schwingung maximal wird.

- Phasenwinkel {\displaystyle \varphi _{b}}: Phasenlage des Systems an der Bandbreitenfrequenz {\displaystyle \omega _{b}}.

- Phasenreserve {\displaystyle \varphi _{R}}: Phasendifferenz zwischen −180° Phasenverschiebung und der Phasenlage des Systems an der Stelle der Durchtrittsfrequenz: {\displaystyle \varphi _{R}=180^{\circ }+\angle G(j\omega _{D})}. Sie beschreibt auch als ein Maß den Abstand zur Stabilitätsgrenze. Eine Verkleinerung der Phasenreserve sorgt für eine Zunahme der Schwingneigung bzw. des Überschwingens.[1]

- Amplitudenerhöhung {\displaystyle \Delta V_{\text{dB}}}: Die Differenz zwischen der 0dB-Linie sowie dem Maximum der Amplitudenverstärkung (bei der Resonanzfrequenz {\displaystyle \omega _{r}}). Sie stellt ein Maß für die Dämpfung des Systems dar. Das Maximum der Amplitude lässt sich über die erste Ableitung berechnen: {\displaystyle {d\left\vert G(j\omega )\right\vert _{\text{dB}} \over d\omega }\;{\stackrel {!}{=}}\;0}. Dann ergibt sich {\displaystyle \omega ^{2}={1 \over T^{2}}(1-2d^{2})=\omega _{0}^{2}(1-2d^{2})\Rightarrow \omega _{r}=\omega _{0}{\sqrt {1-2d^{2}}}}, was eine reelle Lösung für {\displaystyle \omega } besitzt, falls {\displaystyle 1-2d^{2}\geq 0}. Setze {\displaystyle \omega _{r}=\omega _{0}{\sqrt {1-2d^{2}}}} in {\displaystyle \left\vert G(j\omega )\right\vert ={K \over {\sqrt {(1-T^{2}\omega ^{2})^{2}+4d^{2}T^{2}\omega ^{2}}}}} für {\displaystyle \omega } ein. Damit ergibt sich {\displaystyle V_{\text{max}}=\left\vert G(j\omega _{r})\right\vert ={K \over 2d{\sqrt {1-d^{2}}}}}.

Vor der Synthese des Reglers sind mögliche Gütekriterien aus dem Zeitbereich gegebenenfalls noch in den Frequenzbereich zu übersetzen, damit der Regler so ausgelegt werden kann, dass der geschlossene Regelkreis die genannten Anforderungen erfüllt.
Die Überschwingweite {\displaystyle \Delta h} beschreibt im Zeitbereich, während des Übergangprozesses von einem alten in einen neuen Verharrungszustand, die maximale Abweichung der Regelgröße vom Sollwert.
Für ein PT2-Glied kann festgelegt werden, dass die Überschwingweite {\displaystyle \Delta h={h_{\text{max}}-h_{\infty } \over h_{\infty }}\leq \Delta h_{M}} einen bestimmten Grenzwert der Überschwingweite {\displaystyle \Delta h_{M}} nicht übersteigen soll. Somit kann {\displaystyle \Delta h_{M}} als ein Maß für die minimal erforderliche Dämpfung betrachtet werden.
Die Sprungantwort des PT2-Gliedes ist: {\displaystyle Y(s)=G(s)U(s)=G(s){1 \over s}}, im Zeitbereich also {\displaystyle y(t)=K-{K \over {\sqrt {1-d^{2}}}}e^{-d\omega _{0}t}\sin({\sqrt {1-d^{2}}}\omega _{0}t+\varphi )}.
Nun lässt sich der Maximalwert von {\displaystyle y(t)} über seine Ableitung bestimmen. Damit entspricht das Maximum von {\displaystyle y(t)} der Überschwingweite, die wie gefordert unter einem Grenzwert liegen soll: {\displaystyle \Delta h=e^{-d\pi  \over {\sqrt {1-d^{2}}}}\;{\stackrel {!}{\leq }}\;\Delta h_{M}}.
Umformen nach der Dämpfung {\displaystyle d}, ergibt die notwendige Mindest-Dämpfung des PT2-Glieds:
{\displaystyle d\geq {-\ln(\Delta h_{M}) \over {\sqrt {\pi ^{2}+\ln(\Delta h_{M})^{2}}}}=d_{\text{min}}}.
Da die Dämpfung nun bestimmt werden kann, wird im letzten Schritt die für das Frequenzkennlinienverfahren notwendige Phasenreserve bestimmt. Diese kann für das PT2-Glied approximiert werden als {\displaystyle \varphi _{R}\approx {120 \over \pi }d(3-d^{2})} (für {\displaystyle 0{,}4\leq d\leq 0{,}8}).

## Reglertypen

Die Frequenzkennlinien mehrerer in Reihe geschalteter Übertragungsglieder addieren sich grafisch. Hier zwei PT1-Glieder mit ; ; ;.

Bode-Diagramme eignen sich besonders zur Darstellung einzelner Übertragungsglieder, die in Reihe geschaltet sind. Denn ihr Frequenzgang kann grafisch durch Überlagerung einfach auf den Frequenzgang der anderen Glieder addiert werden.
Der Amplituden- und Phasengang des offenen Regelkreises ergibt sich für die Strecke und mehrerer in Reihe geschalteter Reglerglieder wie folgt:
{\displaystyle \left\vert G_{O}(j\omega )\right\vert _{\text{dB}}=\left\vert G_{S}(j\omega )\right\vert _{\text{dB}}+\left\vert G_{R1}(j\omega )\right\vert _{\text{dB}}+\dots +\left\vert G_{Rn}(j\omega )\right\vert _{\text{dB}}},
{\displaystyle \angle G_{O}(j\omega )=\angle G_{S}(j\omega )+\angle G_{R1}(j\omega )+\dots +\angle G_{Rn}(j\omega )}.
Die Gesamtübertragungsfunktion ergibt sich als Addition der einzelnen Übertragungsfunktionen, während im Frequenzbereich eine Multiplikation dieser vorgenommen wird.
Der allgemeine Phasenkorrekturregler lautet: {\displaystyle G_{R}(s)={1+T_{R}s \over 1+\alpha T_{R}s}}.
Sogenannte Lead-Glieder heben die Phase (in einem bestimmten Frequenzbereich) sowie den Amplitudengang asymptotisch an. Für sie gilt {\displaystyle 0<\alpha <1}, sie stellen dabei eine spezielle Form des PDT1-Reglers dar. Das Maximum der Phasenanhebung sollte auf die Durchtrittsfrequenz gelegt werden. Dem gegenüber steht das Lag-Glied, welches die Phase (in einem bestimmten Frequenzbereich) und den Amplitudengang absenkt.
Für Lag-Glieder gilt {\displaystyle \alpha >1}. Hierbei soll im Bereich tiefer Frequenzen eine möglichst hohe Verstärkung erzielt, aber die Durchtrittsfrequenz wenig verändert werden. Häufig treten aber in gewissen Frequenzbereichen durch das Lag-Glied unerwünschte Phasenabsenkungen auf.
Der Frequenz- und Amplitudengang des Übertragungsgliedes sind entscheidend für die Festlegung, welcher Regler eingesetzt werden soll. Häufig wird auch eine Kombination mehrerer Reglertypen angestrebt. Neben dem Phasenkorrekturregler können noch weitere LZI-Übertragungsglieder als Regler eingesetzt werden (PI-, PD-, PID-Regler).

## Entwurfregeln
Für den Reglerentwurf wird von einer allgemeinen Strecke der Form {\displaystyle G(s)={V(1+T_{Z1}s)\cdot \ldots \cdot (1+T_{Zm}s) \over s^{q}(1+T_{N1}s)\cdot \ldots \cdot (1+T_{Nn}s)}} mit {\displaystyle q\in \left\{0,1,2\right\}}, {\displaystyle m<(n+q)} und {\displaystyle T_{Zi}>0}, {\displaystyle T_{Nj}>0}, {\displaystyle T_{Zi}\neq T_{Nj}}, {\displaystyle i=1,\dots ,m}, {\displaystyle j=1,\dots ,n} ausgegangen.
Mit der Ausnahme von zwei Polen im Ursprung sollen alle Pole und Nullstellen der Strecke innerhalb der linken s-Halbebene liegen.
Der untere Frequenzbereich kennzeichnet im Bode-Diagramm das stationäre Verhalten, der mittlere hingegen den charakteristischen Einschwingvorgang und die Dynamik des geschlossenen Regelkreises. Mit dem Ziel, hochfrequente Störungen zu unterdrücken, ist es meist erwünscht, im hohen Frequenzbereich einen zügigen Amplitudengangabfall zu erreichen.
Zuerst wird der untere und danach der mittlere Frequenzbereich angepasst. Die Entwurfsregeln für das Frequenzkennlinienverfahren erfolgen daher nach folgendem Schema:
1. Im ersten Schritt wird durch einen Verstärkungsfaktor (P-Regler) der Amplitudengang angehoben, um die bleibende Regelabweichung zu reduzieren. Alternativ dazu bietet sich auch das Hinzufügen eines I-Anteils an (ersetzt im zweiten Schritt das Lag-Glied).
2. Durch den Verstärkungsfaktor wird auch die Durchtrittsfrequenz erhöht, was für ein höheres Überschwingen sorgt. Daher muss diese durch ein Lag-Glied wieder zurückgedreht werden (abhängig von der Eckfrequenz des Lag-Gliedes). Die Nullstelle des Lag-Gliedes sollte mit einem dominanten stabilen Pol der Strecke übereinstimmen.
3. Nun wird versucht, die notwendige Phasenreserve zu erreichen und die Dynamik im mittleren Frequenzbereich zu verbessern. Hier bietet sich wiederum ein Lead-Glied an (bzw. ein PD-Glied). Die Nullstelle dieses Reglergliedes sollte einen weiteren dominanten Pol (nur einen stabilen) der Strecke kompensieren. Damit ein langsames Einschwingen der Sprungantwort auf den stationären Endwert vermieden wird, sollte 1 Dekade um die Durchtrittsfrequenz die Betragskennlinie des offenen Regelkreises mit mind. 20 dB/Dekade abfallen. Es ist auch möglich, die Schritte 2 und 3 zu tauschen.
4. Der geschlossene Regelkreis sollte abschließend in einer Simulation nochmals überprüft werden. Hierbei können die Reglerparameter noch feiner adjustiert werden, ggf. muss der Entwurfsprozess mehrfach durchlaufen werden. Wird das gewünschte Ziel nicht erreicht, sind unter Umständen weitere Reglertypen in Betracht zu ziehen.

Alternativ zu den Phasenkorrekturgliedern kann der Entwurf auch über einen PID-Regler {\displaystyle G_{R}(s)=K_{R}{(1+T_{R1}s)(1+T_{R2}s) \over s}} anhand von zwei Faustregeln erfolgen:
1. Wähle die PID-Parameter {\displaystyle T_{R1}}, {\displaystyle T_{R2}} so, dass die beiden dominanten Pole in der Strecke kompensiert werden. Dies erhöht die Dynamik des geschlossenen Regelkreises maßgeblich. Falls kein D-Anteil verwendet werden soll (reiner PI-Regler), wird über {\displaystyle T_{R1}} nur der dominanteste stabile Pol der Strecke kompensiert. Falls die Streckenzeitkonstante {\displaystyle T_{Ni}} etwa alle ähnlich groß sind, lauten die Entwurfsregeln wie folgt:
  - Pi-Regler: {\displaystyle T_{R1}=\sum _{i=1}^{n}T_{Ni}}
  - PID-Regler: {\displaystyle T_{R1}=T_{N1}}und {\displaystyle T_{R2}=\sum _{i=2}^{n}T_{Ni}}. Denn (für kleine {\displaystyle \omega }) gilt näherungsweise: {\displaystyle (1+T_{N1}j\omega )(1+T_{N2}j\omega )(1+T_{N3}j\omega )\dots \approx 1+\left(\sum _{i=1}^{n}T_{Ni}\right)j\omega }.
2. Im letzten Schritt soll über die Wahl eines passenden Verstärkungsfaktors {\displaystyle K_{R}} des Reglers eine ausreichende Phasenreserve sichergestellt werden.

Bisher wurde der Reglerentwurf nur für das Führungsverhalten des Regelkreises allgemein betrachtet. Analog dazu ist es auch möglich, die Reglersynthese speziell für ein optimales Störverhalten des geschlossenen Regelkreises auszulegen.

## Beispielrechnung (Entwurf über Lead/Lag)
In diesem Beispiel soll das Frequenzkennlinienverfahren über Lead/Lag-Regleranteile veranschaulicht werden.

Für den offenen Regelkreis ergibt sich folgendes Bode-Diagramm mit eingezeichneter Phasenreserve, die der geforderten Vorgabe entspricht.

Ausgehend von der Übertragungsfunktion einer beispielhaften Strecke, welche aus einem PT2- und einem PI-Glied {\displaystyle G_{S}(s)=k_{S}\cdot {1 \over 1+{2d \over \omega _{0}}s+{1 \over \omega _{0}^{2}}s^{2}}\cdot {{s \over T_{S}}+1 \over s}} mit den Parametern {\displaystyle k_{S}=2}, {\displaystyle d=0{,}9}, {\displaystyle \omega _{0}=2}, {\displaystyle T_{S}=4} besteht, wurden weitere Entwurfsvorgaben an den geschlossenen Regelkreis festgelegt: die stationären Verstärkung {\displaystyle e_{\infty }=0{,}1}, die Anstiegszeit {\displaystyle t_{r}=0{,}5s} und die Phasenreserve von {\displaystyle \varphi _{R}=20^{\circ }}.
1. Damit ist die Verstärkung des offenen Kreises {\displaystyle k_{O}={1 \over e_{\infty }}=10} und der Verstärkungsfaktor des Reglers {\displaystyle k_{R}={k_{O} \over k_{S}}=5}. Der offene Kreis {\displaystyle G_{O1}(s)=G(s)\cdot G_{R1}(s)} besteht nun aus der Strecke ergänzt um einen P-Regler {\displaystyle G_{R1}(s)=k_{R}}. Man geht von folgender Approximation aus, sodass sich die Durchtrittsfrequenz berechnen lässt: {\displaystyle \omega _{D}\cdot t_{r}\;{\stackrel {!}{\approx }}\;\Rightarrow \omega _{D}=3}.
2. An der Stelle der Durchtrittsfrequenz lässt sich die Phase des offenen Kreises {\displaystyle \angle G_{O1}(j\omega _{D})=-168{,}1^{\circ }} mit Hilfe eines Bode-Diagramms oder mathematisch berechnen. Der Betrag ist {\displaystyle \left\vert G_{O1}(j\omega _{D})\right\vert =1{,}388}, sodass die Phase angehoben und der Betrag gesenkt werden muss. Es wird ein Lead-Regler gewählt, sodass die Phase an der Durchtrittsfrequenz um {\displaystyle \Delta \varphi \approx 8{,}096^{\circ }+15^{\circ }} angehoben wird. Das heißt, dass die Phase nicht nur auf die geforderte Phasenreserve, sondern zusätzlich um 15° angehoben wird, damit es durch ein späteres Lag-Glied wieder abgebaut werden kann. Je nach Strecke und Güteanforderung, kann dieser Phasenaufschlag auch einen anderen Wert als 15° annehmen. Für den Lead-Regler gilt: {\displaystyle G_{R2}(s)={1+T_{R}s \over 1+\alpha T_{R}s}} mit {\displaystyle 0<\alpha <1}. Die maximale Phasenanhebung soll auf der Durchtrittsfrequenz liegen, sodass {\displaystyle \alpha =\left(\tan \left({\pi  \over 4}-{\Delta \varphi  \over 2}\right)\right)^{2}=0{,}4365} und {\displaystyle T_{R}={1 \over {\sqrt {\alpha }}\cdot \omega _{D}}=0{,}5045} berechnet werden können.[14] Nun lässt sich die neue Übertragungsfunktion des offenen Regelkreises aufstellen: {\displaystyle G_{O2}(s)=G_{S}(s)\cdot k_{R}\cdot G_{R2}(s)}. Der neue Betrag und die Phase an der Durchtrittsfrequenz ergeben sich zu: {\displaystyle \angle G_{O2}(j\omega _{D})=-145^{\circ }} und {\displaystyle \left\vert G_{O2}(j\omega _{D})\right\vert =2{,}1044}.
3. Im letzten Schritt wird zusätzlich ein Lag-Glied {\displaystyle G_{R3}(s)={1+T_{R}s \over 1+\alpha T_{R}s}} mit {\displaystyle \alpha >1} in die offene Kette eingefügt, damit die Phase um die offenen {\displaystyle \Delta \phi =-15^{\circ }} und der Betrag um {\displaystyle \Delta l={1 \over \left\vert G_{O2}(j\omega _{D})\right\vert }=0,4752} gesenkt werden können. Um die Parameter zu bestimmen, forme folgende Gleichungen um nach {\displaystyle \angle G_{R3}(j\omega _{D})=\arctan \left({\omega _{D}T_{R}-\alpha \omega _{D}T_{R} \over 1+\alpha \omega _{D}^{2}T_{R}^{2}}\right)\;{\stackrel {!}{=}}\;\Delta \phi \Rightarrow \alpha ={\omega _{D}T_{R}-\tan(\Delta \phi ) \over \omega _{D}T_{R}(1+\omega _{D}T_{R}\tan(\Delta \phi ))}=2{,}32} und {\displaystyle \left\vert G_{R3}(j\omega _{D})\right\vert ={{\sqrt {1+\omega _{D}^{2}T_{R}^{2}}} \over {\sqrt {1+\alpha ^{2}\omega _{D}^{2}T_{R}^{2}}}}\;{\stackrel {!}{=}}\;\Delta l\Rightarrow T_{R}={\Delta l{\sqrt {1+\tan(\Delta \phi )^{2}}}-1 \over \omega _{D}\tan(\Delta \phi )}=0{,}632}. Damit ist die offene Übertragungsfunktion: {\displaystyle G_{O3}(s)=G_{S}(s)\cdot k_{R}\cdot G_{R2}(s)\cdot G_{R3}(s)}.

Jedoch ist das Einschwingen recht langsam und das Überschwingen recht hoch. Durch andere Entwurfsvorgaben ließe sich die Dynamik des geschlossenen Regelkreises noch weiter verbessern.

## Beispielrechnung (Entwurf über PI-Regler)

Vergleich zwischen dem Frequenzkennlinienverfahren, dem Betragsoptimum (;) sowie dem Wurzelortskurvenverfahren (;) für die gegebene Strecke.

Im zweiten Beispiel soll anstatt eines Lead-/Lag-Gliedes ein PI-Regler eingesetzt werden.
Es wird von der Strecke
{\displaystyle G_{S}(s)={\frac {Y(s)}{U(s)}}={\frac {3}{(1+2s)(1+0{,}25s)(1+0{,}1s)}}}
ausgegangen, die durch einen PI-Regler der Form
{\displaystyle G_{R}(s)={\frac {U(s)}{E(s)}}=K_{R}{\frac {1+T_{R}s}{s}}}
(anfangs wird noch {\displaystyle K_{R}=1} angenommen) geregelt werden soll.
Die geforderte Phasenreserve beträgt in diesem Beispiel 60°, denn {\displaystyle \varphi _{R}=60^{\circ }\Rightarrow \angle G(j\omega _{D})\;{\stackrel {!}{=}}\;\varphi _{R}-180^{\circ }=-120^{\circ }}.
1. Nach der ersten Faustregel lässt sich der Regelparameter auf {\displaystyle T_{R}=2} festlegen. Dann ergibt sich die offene Übertragungsfunktion zu {\displaystyle G_{O}(j\omega )=G_{S}(j\omega )\cdot G_{R}(j\omega )={3K_{R} \over j\omega (1+0{,}25j\omega )(1+0{,}1j\omega )}}.
2. Im Bode-Diagramm lässt sich erkennen, dass zu der Phase von −120° die Kreisfrequenz {\displaystyle \omega \approx 1{,}55=\omega _{D}} gehört, der Betragsverlauf liegt bei ca. 5 dB. Es wird hingegen nun über die Anpassung der Verstärkung gefordert, dass {\displaystyle \left\vert G_{O}(j1{,}55)\right\vert _{\text{dB}}\;{\stackrel {!}{=}}\;0} gilt. Daraus folgt, dass die Betragskennlinie um 5 dB abgesenkt werden muss. Dies erreicht man über {\displaystyle K_{R}\approx -5\,\mathrm {dB} \approx 0{,}56}.

Weitere Methoden für den Reglerentwurf sind das Betragsoptimum- sowie das Wurzelortskurvenverfahren. Nach dem Betragsoptimum ergeben sich für die gegebene Strecke und den PI-Regler die Reglerparameter {\displaystyle T_{R}=2} und {\displaystyle K_{R}=0{,}4835}, für das Wurzelortskurvenverfahren hingegen: {\displaystyle T_{R}=2} und {\displaystyle K_{R}=0{,}6}.
Der geschlossene Regelkreis schwingt zwar schneller ein, wenn die Verstärkung {\displaystyle K_{R}} zunimmt, dadurch erhöht sich aber auch das Überschwingen sowie der Stellgrößenverlauf. Letztendlich sind der Verlauf der Sprungantwort und der Stellgröße aber immer von den vorgegebenen Gütekriterien abhängig.

## Praxiseinsatz
Vorteile des Frequenzkennlinienverfahrens:
- Mathematisches Modell nicht unbedingt notwendig, der Frequenzgang kann ausreichend über Frequenzgangmessung ermittelt werden
- Auch für digitale Regelungssysteme geeignet
- Leicht ohne höhere mathematische Verfahren durchführbar
- Intuitive Betrachtung über das Bode-Diagramm inkl. Stabilitätsbeurteilung

Nachteile des Frequenzkennlinienverfahrens:
- Durch Ablesen an der Frequenzkennlinie ungenau bzw. keine analytische Optimierung
- Meist mehrfache Durchführung notwendig, falls mehrere Reglerglieder verwendet werden (iteratives Verfahren)[16]
- Für nichtlineare Systeme und viele MIMO-Systeme meist ungeeignet
- Keine direkte Berücksichtigung des Stellgrößenverlaufs in Auslegung[14]
- Hauptsächlich nur bei stabiler Strecke und sprungförmigen Störungs- und Führungsgrößen durchführbar[17]

Während Mitte des 20. Jahrhunderts in der Regelungstechnik noch Amplituden- und Phasenlineale zur Auslegung der Frequenzkennlinien verwendet wurden, wird dies mittlerweile computerbasiert berechnet. Das Programm Matlab bietet beispielsweise hierbei Verfahren zur Auslegung der Frequenzkennlinie.